# Marek Krukowski
Marek Krukowski (ur. 5 marca 1964) – polski bibliotekarz, erudyta, wielokrotny uczestnik i zwycięzca telewizyjnych teleturniejów.

## Życiorys
Pochodzi z Rakowca w gminie Kwidzyn. Uzyskał absolutorium z filozofii, studiował przez rok także polonistykę na Uniwersytecie Warszawskim.
Po raz pierwszy w teleturnieju telewizyjnym wystartował w 1988. Był jednym z niewielu uczestników takich gier, którzy występowali w nich zawodowo. Wygrał blisko 60 teleturniejów. Jego najwyższa jednorazowa wygrana wyniosła 100 000 złotych. Zgodnie z informacjami podanymi w filmie Zawodowiec (2002) teleturnieje były jedynym źródłem utrzymania Krukowskiego oraz jego rodziny. Na początku XXI wieku, po zmniejszeniu liczby teleturniejów i zmianie ich formuły, niechętnych regularnym uczestnikom, zaczął rzadziej występować. W 2013 rozpoczął pracę w Bibliotece Miejsko-Powiatowej w Kwidzynie, której wcześniej przekazał swój księgozbiór (ok. 6400 książek, 4000 płyt gramofonowych i 1000 kaset magnetofonowych).
Został bohaterem filmu dokumentalnego Zawodowiec (2002) zrealizowanego przez Studio Filmowe „Kalejdoskop” dla TVP1 i wyreżyserowanego przez Krzysztofa Kalukina.

## Występy
- Wielka gra – 25 razy, z czego 15 razy wygrał[5].
- Awantura o kasę – 1 raz, finał w drużynie żółtych.
- Jeden z dziesięciu – 5 wygranych odcinków, w tym remis w 8. edycji; kilkukrotne uczestnictwo w Wielkim Finale, w tym jedno zwycięstwo (46. edycja)[6].
- Miliard w rozumie – 15 razy[6]; zwycięstwo w dwóch odcinkach podsumowania Erudyta Dekady[3].
- Najlepszy z najlepszych – zwycięstwo w pierwszej edycji i w tzw. superfinale (w sumie 150 000 zł)[2].
- Va banque (ponad 20 razy)[5]:
  - w odsłonie z lat 1996–2003 zwycięstwo w 9 grach[2] (w tym[potrzebny przypis] wygrana w Turnieju Mistrzów w 1996);
  - w odsłonie rozpoczętej w 2020: udział w 7 zwykłych odcinkach, 6 zwycięstw, ponadto triumf w Turnieju Mistrzów w 2023 (4 odcinki, w tym 1 dwumecz).
- Magia liter – jedno zwycięstwo[3].
- Tele Gra – jedno zwycięstwo[2].
- Szybka forsa – jedno zwycięstwo[2].
- Najsłabsze ogniwo – uczestnictwo[2].
- Milionerzy – uczestnictwo[7].